# شهرستان اسکوهاری
شهرستان Schoharie (به انگلیسی: Schoharie County) یک منطقهٔ مسکونی در ایالات متحده آمریکا است که در ایالت نیویورک واقع شده‌است. شهرستان Schoharie ۱٬۶۲۱٫۳۴ کیلومتر مربع مساحت دارد.